# Det kongelige puslespil: Jellingmonumenterne gennem 1000 år
|  | Denne artikel er oprettet af botten Steenthbot ud fra en ekstern database. Den kan derfor have sproglige fejl eller mangler. Denne skabelon kan fjernes efter kontrol af indholdet. |

Det kongelige puslespil: Jellingmonumenterne gennem 1000 år er en dansk dokumentarfilm fra 2015 instrueret af Jørn Kjær Nielsen.

## Handling
Gennemgang af vikingesamfundet og en beskrivelse af de to runesten i Jelling, en kronologisk gennemgang af udgravningerne fra 2008, samt indklip fra historien om Harald Blåtands bedrifter.